# Utricularia odorata
Utricularia odorata är en tätörtsväxtart som beskrevs av François Pellegrin. Utricularia odorata ingår i släktet bläddror, och familjen tätörtsväxter. Inga underarter finns listade i Catalogue of Life.